# Castelo de San Romualdo

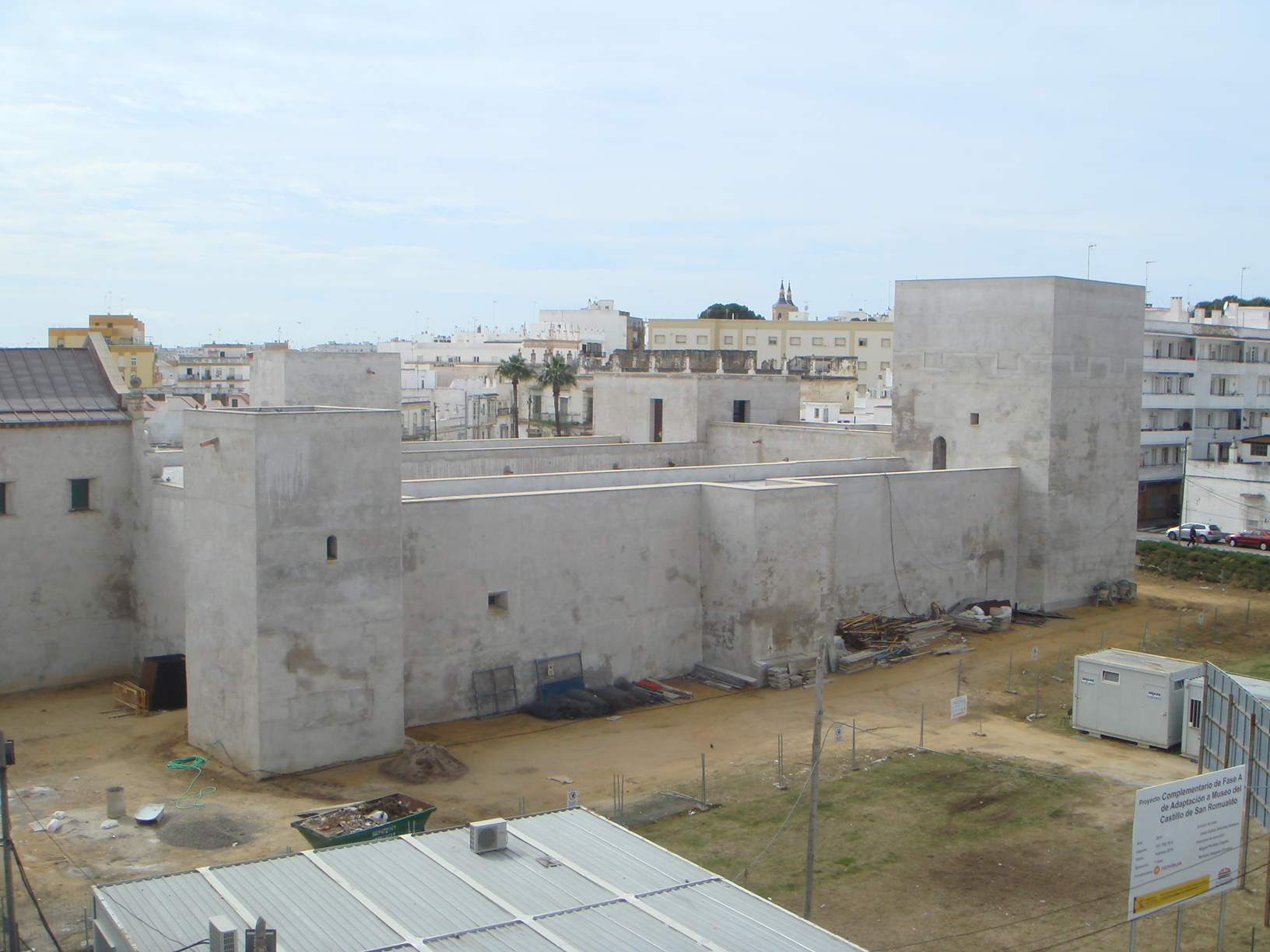
Castelo de San Romualdo, Espanha, Cádiz, San Fernando.

O Castelo de San Romualdo é um castelo localizado em San Fernando, na província de Cádiz, Andaluzia, na Espanha. Construído no estilo Mudéjar, foi mencionado pela primeira vez em 1268. É um monumento registado como Bien de Interés.